# Challenger de Quito 2021
El torneo Quito Challenger 2021 fue un torneo profesional de tenis. Perteneció al ATP Challenger Tour 2021. Se disputó en su 22.ª edición sobre superficie tierra batida, en Quito, Ecuador, entre el 13 y el 19 de septiembre de 2021.

## Jugadores participantes del cuadro de individuales
| Favorito | País                  | Jugador                | Rank1 | Posición en el torneo |
| -------- | --------------------- | ---------------------- | ----- | --------------------- |
| 1        | Bandera de Eslovaquia | Andrej Martin          | 122   | Primera ronda         |
| 2        | Bandera de Ecuador    | Emilio Gómez           | 161   | Segunda ronda         |
| 3        | Bandera de España     | Mario Vilella Martínez | 170   | Segunda ronda         |
| 4        | Bandera de Argentina  | Renzo Olivo            | 215   | Segunda ronda         |
| 5        | Bandera de Argentina  | Juan Pablo Ficovich    | 254   | Cuartos de final      |
| 6        | Bandera de Argentina  | Facundo Mena           | 262   | CAMPEÓN               |
| 7        | Bandera de Argentina  | Thiago Agustín Tirante | 268   | Cuartos de final      |
| 8        | Bandera de Ecuador    | Roberto Quiroz         | 294   | Segunda ronda         |

- 1 Se ha tomado en cuenta el ranking del 30 de agosto de 2021.

### Otros participantes
Los siguientes jugadores recibieron una invitación (wild card), por lo tanto ingresan directamente al cuadro principal (WC):
- Álvaro Guillén Meza
- Antonio Cayetano March
- Gian Carlos Rodríguez

Los siguientes jugadores ingresan al cuadro principal tras disputar el cuadro clasificatorio (Q):
- Luca Castelnuovo
- Alexis Gautier
- Alejandro Gómez
- Christian Langmo

## Campeones

### Individual Masculino
- Facundo Mena derrotó en la final a  Gonzalo Lama, 6–4, 6–4

### Dobles Masculino
- Alejandro Gómez /  Thiago Agustín Tirante derrotaron en la final a  Adrián Menéndez Maceiras /  Mario Vilella Martínez, 7–5, 6–7(5), [10–8]